# Stefan Blunschi
Stefan Blunschi (10 augustus 1983) is een Zwitsers voormalig voetballer die speelde als middenvelder.

## Carrière
Blunschi speelde in de jeugd van FC Luzern en maakte voor die ploeg in 1999 zijn profdebuut hij bleef er spelen tot in 2002. In 2002 stapte hij over naar FC Baden maar bleef er maar één seizoen, het seizoen erop speelde hij voor FC Wil 1900 en veroverde met hen de beker. Hij speelde in 2004 voor FC Aarau maar kon geen enkele minuut spelen en trok daarom naar SC Cham.
Hij speelde in verschillende jeugdteams van Zwitserland maar kon geen enkele interland spelen voor de eerste ploeg.

## Erelijst
- FC Wil 1900
  - Zwitserse voetbalbeker: 2004